# مقبرة الإنجليز في غزة
مقبرة الإنكليز في غزة هي مقبرة لقتلى الجيش البريطاني في معارك غزة في الحرب العالمية الأولى، تقع في شارع صلاح الدين وسط قطاع غزة.
تضم المقبرة رفات 3217 قتيلا من دول الكومونولث البريطاني سقطوا في الحرب العالمية الأولى، منهم 781 بأسماء معروفة، و210 قتيلا من الحرب العالمية الثانية، وفيها أيضا قبور 30 شخصا دفنوا بعد نهاية الحرب، و234 قبرا لقتلى من جنسيات أخرى.
تضررت المقبرة بالقصف الإسرائيلي في الأعوام 2006 و2009 واضطرت إسرائيل إلى دفع 90000 باوند تعويضات إلى مقابر الكومونولث لترميم شواهد القبور التي تحطمت.
وتوجد في قطاع غزة مقبرة ثانية لقتلى الجيش البريطاني بالقرب من دير البلح، تضم رفات 724 قتيلا من الجيش البريطاني في معارك غزة.